# Sant Riwari
Sant Riwari o Riwall o Rivoal o Rioual fou un sant bretó més o menys mític i no reconegut per l'església catòlica, que seria d'origen reial. En texts antics és esmentat com fill de Deroch duc de Domnònia, príncep a Bretanya, dominant la Petita Bretanya en temps de Clotari I i de Khildebert I.
Era un «rei» de la Bretanya insular que va fugir dels saxons cridats per Vortigen; va desembarcar a Armòrica amb una gran flota gairebé al mateix temps que el seu cosí Fragan, pare de Guenolé. Hauria regnat sobre tota la part de la costa banyada pel canal de la Maniga. A la «Vita» de Guenaël, se'l presenta com un « rei d'una noblessa i una rectitud remarcables, del qual la conducte i la legislació van provocar l'eclosió del seu regne». La «Vita» de sant Mélar va referència a un «Regula» com a origen de la dinastia. Al cartulari de Landévennec podria ser el Rivelen Mar Marthou, i a la crònica de Saint-Brieuc el primer príncep de Domnònia Riwall Meur Marzou - « Riwall de les grans meravelles ». La «Vita» de sant Llunar informa que «hi va haver a Bretanya de l'altre costat de la mar un home anomenat Riwall que, el primer, va venir a habitar la regió d'Armòrica, d'aquest costat de la mar, i que fou el cap dels bretons dels dos costats de la mar». Diversos érudits veuen en ell a Rivalon Mucmaczon, vencedor dels bàrbars que ocupaven Léon, que es va establir al castell de Brest vers 499 o 511. Hauria combatut als pirates saxons de la costa de Carantec i de l'illa Callot vers 515/520.
Riwall és presentat també com el primer sacerdot emigrat cap al continent. Aquest títol però li és rarament atribuït, li done Riagat, proper de Faustus i de la família reial de Vortigen. El terme llatí que designe aquesta condiciño (antistes) es refereix a un eclesiàstic portador de poder. No hauria estat fins després de l'arribada a Armòrica que s'haurien establert monestirs i bisbats; els bisbes i abats precedents que havien evangelitzat la regió eren designats sovint com a itinerants, vinguts de les illes britàniques però sense establir-se al continent.
Fou Riwari o Riwall a qui Brioc de Bretanya hauria trobat; havent curat al príncep hauria aconseguit d'ell les terres on es va establir amb la seva comunitat. Riwari li va deixar la seva residència i es suposa que es va retirar prop de les ruïnes romanes de Vieille Etable.
Riwall o Riwari, oncle maternal d'Hervé, apareix als relats referits als parents d'aquest sota ek nom de Riou Rigur. El mas de Lanrioul, a Plouzévédé, on va parir Riwanon, fou « Lanna Rigurii ». L'antiga capella veïna de Saint-Irvoal li estava dedicada, i Lanrivoaré recorda al Riwari citat al missal de Saint-Vougay com a sant fundador. Saint-Thégonnec es va dir inicialment Pleyber-Riwall o Ploeyber Riual (vers 1330) després del desmembrement de la parròquia primitiva de Ploe-Iber.

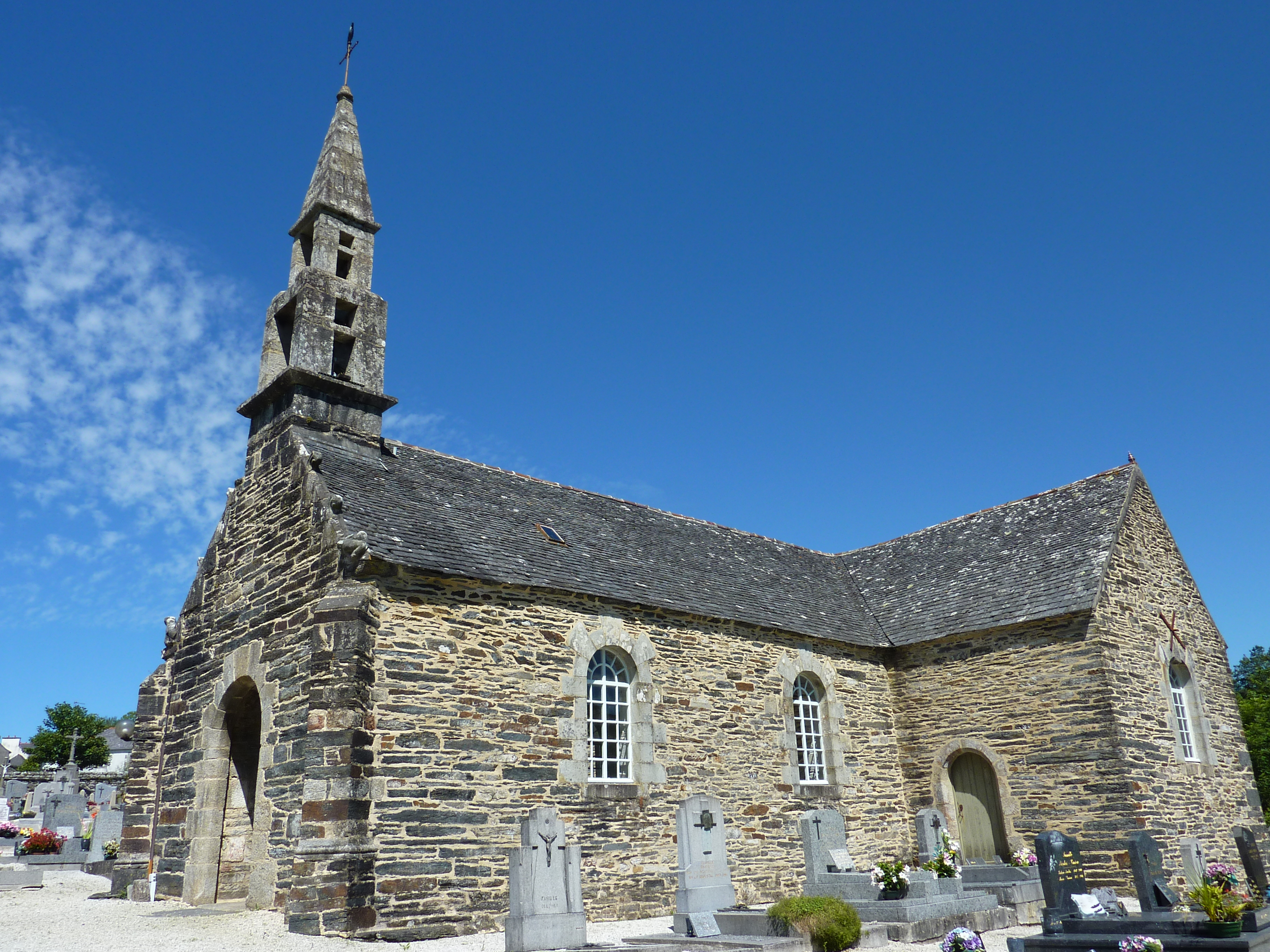
L'església parroquial de Saint-Rivoal a Saint-Rivoal

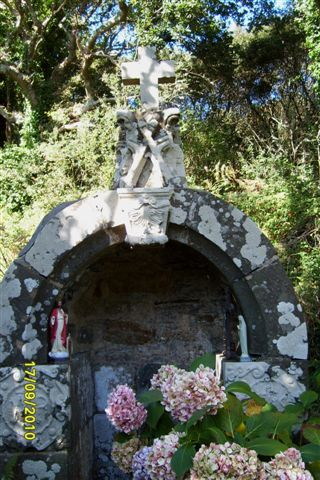
La font de saint Rivoal a Plougastel-Daoulas datada dels segles XV-XVII